# Passageiros (filme de 2016)
Passageiros  (em inglês:  Passengers) é um filme norte-americano romântico de ficção científica de thriller dirigido por Morten Tyldum produzido por Stephen Hamel, Michael Maher, Ori Marmur e Neal H. Moritz com roteiro de Jon Spaihts. É protagonizado por Jennifer Lawrence e Chris Pratt. O filme foi lançado em 21 de dezembro de 2016 nos Estados Unidos, 22 de dezembro de 2016 em Portugal e 5 de janeiro de 2017 no Brasil. O filme recebeu duas indicações ao Oscar 2017, nas categorias Melhor Trilha Sonora e Melhor Design de Produção.

## Enredo
A nave Avalon transporta mais de 5000 viajantes para o planeta Homestead II, uma viagem que leva 120 anos. Os passageiros e toda a tripulação estão em compartimentos de hibernação, mas quando a nave passa por um grande campo de asteroides, o escudo fica muito tenso, causando um mau funcionamento que desperta um passageiro, o engenheiro mecânico Jim Preston (Pratt). Depois de um ano de isolamento, sem companhia, exceto Arthur (Sheen), um bartender androide, Jim contempla o suicídio. Um dia, ele avista a bela Aurora Lane (Lawrence) em seu compartimento de hibernação. Seu perfil de vídeo revela que ela é uma escritora com uma personalidade bem-humorada. Depois de lutar com a moralidade de revitalizar Aurora manualmente para ser sua companhia, ele a desperta, alegando que era devido a um mau funcionamento que ocorreu com o compartimento, como o dele. Aurora, devastada porque que ela provavelmente vai envelhecer e morrer antes que a nave atinja Homestead II, tenta num esforço infrutífero voltar a entrar em hibernação, assim como Jim tinha tentado. Eventualmente, ela aceita sua situação e começa a escrever um livro sobre suas experiências. Jim e Aurora se aproximam, tornando-se amantes.
Um ano mais tarde, Jim diz inadvertidamente para Arthur que não existe nenhum segredo entre eles e Arthur revela a verdade para Aurora. Ela está perturbada, alternadamente repreendendo, evitando, e atacando  Jim fisicamente, com socos,  enquanto ele dorme. Pouco depois, porém, outra falha no compartimento de hibernação desperta Gus (Fishburne). Os três descobrem falhas múltiplas nos sistemas da nave. Gus tenta reparar com a ajuda de Jim e Aurora, enquanto Aurora ainda culpa Jim por roubar sua vida, alegando que é equivalente a assassinato. O corpo de Gus começa a falhar; Testes médicos no Autodoc, um diagnóstico médico automatizado de tratamento, mostram que o mau funcionamento de sua hibernação tem fisicamente danificado seu corpo, e ele tem horas para viver. Antes de morrer, Gus dá a Jim e Aurora seu crachá de identificação para acessar as áreas da tripulação e reparar a nave.
Os dois encontram e rastreiam um caminho de asteróide colidindo através do casco da nave dois anos atrás e que danificou o computador que administra o reator. As tentativas de reparar o computador levam a mais danos ao mesmo. Jim percebe que um reator de fusão deve ser ventilado abrindo uma escotilha de ventilação externa. Aurora assiste Jim enquanto admite que está apavorada de perdê-lo e viver sozinha na nave. Aurora, do interior da nave, e Jim, fora dela, com êxito ventila o reator. No entanto, o traje espacial de Jim é danificado e começa a perder oxigênio. Aurora recupera Jim e o ressuscita no Autodoc. Jim descobre mais tarde que o Autodoc pode agir como um compartimento improvisado de hibernação para Aurora. Ela percebe que isso significaria nunca mais ver Jim novamente. Jim dá a ela o anel que queria dar a ela antes, quando descobriu que foi acordada por ele. Após 88 anos, os passageiros da nave e tripulação despertam pouco antes da chegada em Homestead II. Eles descobrem uma vegetação exuberante e uma pequena casa na área da nave. O livro de Aurora revela que ela escolheu ficar acordada com Jim e terminar de escrever sua história.

## Elenco
O elenco de Passageiros, de acordo com o TV Guide:
- Jennifer Lawrence como Aurora Lane, uma escritora
- Chris Pratt como Jim Preston, um engenheiro mecânico
- Michael Sheen como Arthur, um robô barman
- Laurence Fishburne como Gus Mancuso, o chefe de convés da nave Avalon
- Andy García
- Aurora Perrineau como Celeste, a melhor amiga de Aurora.

## Dublagem brasileira
- Estúdio de dublagem: Delart[10]

## Recepção
No Rotten Tomatoes, o filme tem um índice de aprovação "podre" de 31% com base em 215 comentários; A avaliação média é 4.9/10. O consenso crítico do site diz: "'Passengers' prova que Chris Pratt e Jennifer Lawrence trabalham bem juntos - e que até mesmo sua química não é suficiente para superar uma história fatalmente falha". No Metacritic, o filme tem uma pontuação de 41 de 100, com base em 48 críticos, indicando "avaliações mistas ou média". Vários revisores criticaram a ética do ponto central da trama, onde Jim decide despertar um dos viajantes hibernando para ser sua companhia. Rebecca Hawkes, do The  Telegraph, descreveu o filme não como um romance, mas algo assustador "à manipulação", descrevendo a ação como um "ato central de violência" que é suavizado e justificado e comparado a um ato moralmente semelhante no Interstellar onde o agressor é mostrado como um antagonista. Sobre as críticas, Jennifer Lawrence disse que de modo algum sente vergonha do filme, mas ficou decepcionada por não ter percebido antes os problemas morais da história. Já o produtor do filme, Neal Moritz, falou que respeita as críticas mas discorda delas, e que o filme carregou um mantra injustamente.

## Bilheteria
Entre os dias 13 e 15 de janeiro de 2017, o filme arrecadou U$32,5 milhões pelo mundo, sendo o filme de maior arrecadação das bilheterias mundiais nesse período. Isso aconteceu principalmente por causa das bilheterias na China, onde o filme arrecadou U$17 milhões nesse final de semana. No total, o filme arrecadou U$303 milhões no mundo inteiro e teve 1,3 milhão de espectadores no Brasil.